# Liste der Monuments historiques in Sainte-Gemmes-sur-Loire
Die Liste der Monuments historiques in Sainte-Gemmes-sur-Loire führt die Monuments historiques in der französischen Gemeinde Sainte-Gemmes-sur-Loire auf.

## Liste der Bauwerke
| Bezeichnung                 | Beschreibung                          | Standort | Kennzeichnung | Schutzstatus | Datum | Bild |
| --------------------------- | ------------------------------------- | -------- | ------------- | ------------ | ----- | ---- |
| Domaine de Chateaubriant    |                                       | (Lage)   | PA00109260    | Inscrit      | 1988  |      |
| Manoir de Belligan          | Herrenhaus, erbaut im 15. Jahrhundert | (Lage)   | PA00109261    | Inscrit      | 1988  |      |
| Gallo-römische Ausgrabungen | 1. und 4. Jahrhundert                 | (Lage)   | PA00109262    | Classé       | 1975  |      |

## Liste der Objekte
- Monuments historiques (Objekte) in Sainte-Gemmes-sur-Loire in der Base Palissy des französischen Kultusministeriums